# Jeromes Dream
Jeromes Dream – zespół screamo z Connecticut, aktywny w latach 1997–2001. Grupa posiadała swój własny unikatowy styl, ponieważ wokalista Jeff Smith nie używał mikrofonu w trakcie grania koncertów. Charakterystyczne były też wyjątkowo krótkie koncerty, które zwykle nie trwały dłużej niż 10 minut. Według Jeffa Smitha, grupa potrzebowała właśnie tyle czasu, aby przekonać do siebie publiczność.
Na drugiej płycie, Presents, nastąpiła znaczna zmiana stylu wokalisty. Wbrew popularnej opinii, przyczyną nie było zerwanie strun głosowych przez Jeffa Smitha. Według samego wokalisty, podczas nagrywania splitu z Orchid, stracił on głos i zemdlał w kabinie nagraniowej. 
Po rozpadzie Jeromes Dream, Jeff Smith przeszedł do zespołu experimental, The Wind-Up Bird.

## Członkowie
- Jeff Smith – bas, wokal
- Nick Antonopulous – gitara
- Erik Ratensperger – perkusja

## Dyskografia
- Jeromes Dream/Amalgamation split 7” (Rice Control Records, grudzień 1998)
- Jeromes Dream/July split 7” (Hit the ground running Records, 1999)
- Jeromes Dream/Book of Dead Names split 5” (Witching Hour Records, wrzesień 1999)
- Seeing means more than safety 10” (Old Glory Records, maj 2000)
- Jeromes Dream/Orchid split 10” Skull-Shaped Record (Witching Hour Records, maj 2000)
- Jeromes Dream/Usurp Synapse split 7” (Clean Plate/Level Plane Records, sierpień 2000)
- Presents CD (Alone Records, 2000)
- Jeromes Dream/The One AM Radio split 7” (Garbage Czar Records, 2000)
- Completed 1997–2001 CD (Alone Records, marzec 2005) – dyskografia zespołu